# Ophelimus magniventris
Ophelimus magniventris är en stekelart som först beskrevs av Girault 1913.  Ophelimus magniventris ingår i släktet Ophelimus och familjen finglanssteklar. Inga underarter finns listade i Catalogue of Life.